# Jost Salm
Jost Salm (* 1962) ist ein deutscher Chorleiter. Von 2006 bis 2025 war er künstlerischer Leiter des Knabenchors der Chorakademie Dortmund.

## Leben und Wirken
Jost Salm wuchs in Lübeck auf. Im Alter von 7 Jahren wurde er Mitglied der Lübecker Knabenkantorei an St. Marien. Er studierte Schulmusik und Gesang an der Musikhochschule Lübeck und der Folkwang Universität der Künste in Essen. 1992 wurde er Gesangslehrer beim Tölzer Knabenchor, wo er zudem die Funktion des stellvertretenden Chorleiters (als Stellvertreter von Gerhard Schmidt-Gaden) übernahm, die er bis 2001 ausübte. Im Anschluss war er bis 2006 Leiter der Solistenabteilung des Tölzer Knabenchors. Während seiner Zeit im Tölzer Knabenchor war er weltweit an Opern- und Konzerthäusern tätig und arbeitete mit Dirigenten wie Claudio Abbado, Daniel Barenboim und Riccardo Muti, zusammen.
2006 übernahm er die Fachbereichsleitung Knabenchöre der Chorakademie am Konzerthaus Dortmund e.V. und wurde künstlerischer Leiter des Knabenchors. In seiner Zeit als Chorleiter konnte sich der Knabenchor der Chorakademie Dortmund als einer der führenden Knabenchöre in Deutschland und Europa etablieren. Dabei waren der Chor und seine Solisten in Fernseh- und Rundfunkaufnahmen sowie den renommiertesten Musikhäusern Europas zu hören.
2025 gab er die künstlerische Leitung des Knabenchors aus gesundheitlichen Gründen ab.